# Maxtla
Maxtla (fl. XV secolo) è stato un tlatoani tepaneco che regnò su Azcapotzalco dal 1426 al 1428.
Era figlio del grande imperatore Tezozómoc, fratello di Cuacuapitzahuac (re di Tlatelolco nel 1407), e di Tayauh, che Maxtla stesso avvelenò e uccise nel 1426 per ereditare il trono. Nello stesso anno, Chimalpopoca, nipote di Tezozomoc, fu destituito dagli Aztechi e ucciso. 
Maxtla tentò quindi l'assedio a Tenochtitlán nel 1428, impattando sull'abilità del successore di Chimalpopoca, Itzcóatl, che respinse il nemico e allestì una controffensiva nei confronti dei tepanechi.
Il regno di Maxtla si concluse con la distruzione di Azcapotzalco e dell'impero, in seguito al decadimento di tutti gli accordi instaurati dal padre e all'impetuoso attacco della triplice alleanza di città formata da Tenochtitlán, Texcoco e Tlacopan. Maxtla venne ucciso personalmente da Acolmiztli Nezahualcóyotl, re di Texcoco.